# Brackenridgea
Genre
Classification phylogénétique
Brackenridgea est un genre de plantes à fleurs de la famille des Ochnaceae. Ce sont des arbres et des arbustes originaires d'Asie du Sud-Est.

## Espèces
- Brackenridgea hookeri, (Planch.) A.Gray
- Brackenridgea palustris, Bartell